# SELEX
SELEX是一種分子生物學試驗，用来找出和配體最親和的核酸序列。隨機核酸序列庫通過生物化學方法產生，序列庫和配體反應，然後通過免疫學方法分離出配體，清洁未和配體結合的核酸序列，然後再將結合了的核酸序列用聚合酵素鏈式反應複製数百萬倍，再選擇多次，和配體最親和既核酸序列就會產生。